# Блез су Арзијер
Блез су Арзијер (фр. Blaise-sous-Arzillières) насеље је и општина у североисточној Француској у региону Шампањ-Арден, у департману Марна која припада префектури Витри ле Франсоа.
По подацима из 2011. године у општини је живело 335 становника, а густина насељености је износила 48,62 становника/km². Општина се простире на површини од 6,89 km². Налази се на средњој надморској висини од 105 метара.

## Демографија
| 1962. | 1968. | 1975. | 1982. | 1990. | 1999. | 2011. |
| ----- | ----- | ----- | ----- | ----- | ----- | ----- |
| 434   | 508   | 480   | 414   | 396   | 377   | 335   |

График промене броја становника у току последњих година